# Krištof Otto
Krištof Otto, ljubljanski župan v 17. stoletju.
Otto je bil župan Ljubljane v letih 1634, 1635, 1636, 1637, 1641, 1642 in 1643.